# Phương pháp đo không tương tác
Các phương pháp đo không tương tác là các phương pháp đo đạc lượng tử mà không có sự tương tác lượng tử giữa vật thể được đo đạc với các hạt khác, chẳng hạn như photon, được dùng để thu nhận thông tin về vật thể.
Một bài toán thường được lấy làm ví dụ trong đo đạc không tương tác được mô tả như sau. Cho một tập hợp các hạt gồm hai loại: các hạt hỏng và các hạt tốt. Nếu chiếu photon vào các hạt tốt, các hạt tốt sẽ hấp thụ photon, và hạt tốt sau khi hấp thụ photon thì bị phá hủy, trở thành hạt hỏng. Nếu chiếu photon vào các hạt hỏng, photon sẽ không bị hấp thụ bởi các hạt hỏng. Câu hỏi của bài toán là: "có cách nào để xây dựng một hệ thống đo đạc chứa một hạt như vậy bên trong, mà khi chiếu photon vào sẽ có xác suất cao xác định được hạt bên trong là hạt tốt, đồng thời không phá hủy hạt đó không?"

## Phương Pháp Elitzur-Vaidman
Phương pháp Elitzur-Vaidman sử dụng giao thoa kế Mach-Zehnder để giải quyết bài toán nêu trên, với xác suất xác định được hạt bên trong là hạt tốt, đồng thời không phá hủy hạt đó, tiệm cận được 33%.
Giao thoa kế Mach-Zehnder được thiết lập để xác suất mà photon đến D1 là 100% còn xác suất photon đến D2 là 0%. Từ sơ đồ (b) trong hình bên, giả sử G là hạt tốt ta có:
1.50% cơ hội mà một photon sẽ đi theo con đường có chứa G, dẫn đến một phá huỷ hạt. Không có photon ở D1,D2 nhưng cùng với đo là thất bại vì đã phá hủy hạt tốt để biết kết quả. 
2.50% còn lại sẽ có 1/2 vào D1 và 1/2 vào D2 vì bây giờ G ("vô hình" ảnh hưởng đến đên photon làm cho hệ không còn như trước là ràng buộc vào D1, tức là 25% =(50%*50%) vào D2 hoặc vào D1.
2.a) 25% vào D2--> Xác định hạt tốt không cần phá hủy nó. Thành công.
2.b) 25% vào D1--> Không xác định được thông tin gì và phải đo lại vì hạt tốt hay hạt lép thì cũng đều vào D1. chính vì thử lại cho đến khi thành công nên ta tính hiệu suất của phương pháp là:{\displaystyle C\infty =\sum _{n=0}^{\infty }({\frac {1}{4}})^{n}={\frac {1}{3}}}.

## Phương pháp Kwiat và cộng sự
Phương pháp Kwiat và cộng sự được đưa ra vào năm 1995 bởi Kwiat,Weinfurter,Herzog,Zeilinger và Kasevich. Phương pháp đo này dựa trên giao thoa kế Michelson và hiệu ứng Zenno lượng tử.
Trong ví dụ dưới đây, xác suất xác định được hạt tốt mà không phá hủy nó lên tới 66%.
Giải thích
Chú ý SM cho photon vào trong khoang và cho nó phản xạ 4 lần rồi cho qua nghĩa là sau khi qua (PR1-PR2)-(8PR2)-(PR2-PR1) rõ hơn là lần đầu nó cho vào như "kính" (PR1-PR2) sau đó nhốt lại sau 4 lần phản xạ như "Gương"(4*2PR2) rồi thả cho qua như "kính" trong lần chạm tráng thứ 6, trước khi thoát và về lại h thì photon cần đi qua (PR2-PR1) lần nữa. Kết quả qua hệ ánh sáng bị quay {\displaystyle 12*7,5^{\circ }=90^{\circ }} Nều không có gì tác động tấc nhiên ta không thấy gì vì nó không thể nào qua h khi đã quay {\displaystyle 90^{\circ }}.
S/D: Nguồn phát và cũng là nguồn thu
Như nói ở trên bây giờ xét trường hợp A là hạt tốt mà ta cần chỉ ra xác suất xác định hạt tốt mà không phá hủy hạt.
Đầu tiên sau khi qua PR1 và PR2 nó quay góc {\displaystyle 15^{\circ }} và qua kính tách chùm PBS tạo ra xác suất gặp hạt A là {\displaystyle (\sin 15^{\circ })^{2}} và xác suất qua b,và vòng lại qua 2 lần PR2 tiếp là {\displaystyle (\cos 15^{\circ })^{2}}.Tiếp tục như thế cho đến hết quá trình.
Kết quả: sau 4 lần nhốt và thoát ra ngoài thì xác suất nhìn thấy photon(tức là hạt A là hạt tốt và không phá hủy nó,"thành công") là {\displaystyle P=((\cos 15^{\circ })^{2})^{6}=(\cos 15^{\circ })^{1}2=66\%}.
Bằng cách này ta có thể tạo ra những máy kiểm tra hạt với hiệu suất gần 100% bằng cách tăng số vòng và giảm góc quay.

## Đọc Thêm
- P. G. Kwiat, H. Weinfurter, T. Herzog, A. Zeilinger, and M. A. Kasevich (1995). "Interaction-free Measurement". Phys. Rev. Lett. Quyển 74 số 24. tr. 4763. Bibcode:1995PhRvL..74.4763K. doi:10.1103/PhysRevLett.74.4763. PMID 10058593.{{Chú thích tạp chí}}:  Quản lý CS1: nhiều tên: danh sách tác giả (liên kết)
- Paul G. Kwiat (1994). "Experimental realization of "interaction-free" measurements" (pdf). Truy cập ngày 7 tháng 5 năm 2012. {{Chú thích web}}: Đã định rõ hơn một tham số trong author-name-list parameters (trợ giúp)
- Paul G. Kwiat. "Tao of Interaction-Free Measurements". Bản gốc lưu trữ ngày 22 tháng 2 năm 1999. Truy cập ngày 8 tháng 12 năm 2007.
- Paul Kwiat. "Current Location of "Tao of Interaction-Free Measurements"". Truy cập ngày 1 tháng 4 năm 2009.
- Keith Bowden (ngày 15 tháng 3 năm 1997). "Can Schrodinger's Cat Collapse the Wavefunction?". Bản gốc lưu trữ ngày 16 tháng 10 năm 2007. Truy cập ngày 8 tháng 12 năm 2007.
- David M. Harrison (ngày 17 tháng 8 năm 2005). "Mach–Zehnder Interferometer". Truy cập ngày 8 tháng 12 năm 2007.
- Elitzur A. C. and Vaidman L. (1993). Quantum mechanical interaction-free measurements. Found. Phys. 23, 987-97. arxiv:hep-th/9305002
- Penrose, R. (2004). The Road to Reality: A Complete Guide to the Laws of Physics. Jonathan Cape, London.
- G.S. Paraoanu (2006). "Interaction-free Measurement". Phys. Rev. Lett. Quyển 97 số 18. tr. 180406. arXiv:0804.0523. Bibcode:2006PhRvL..97r0406P. doi:10.1103/PhysRevLett.97.180406. PMID 17155523.
- Watanabe H. and Inoue S. (2000). Experimental demonstration of two dimensional interaction free measurement. APPC 2000: Proceedings of the 8th Asia-Pacific Physics, pp 148–150.